# Serielle Kunst

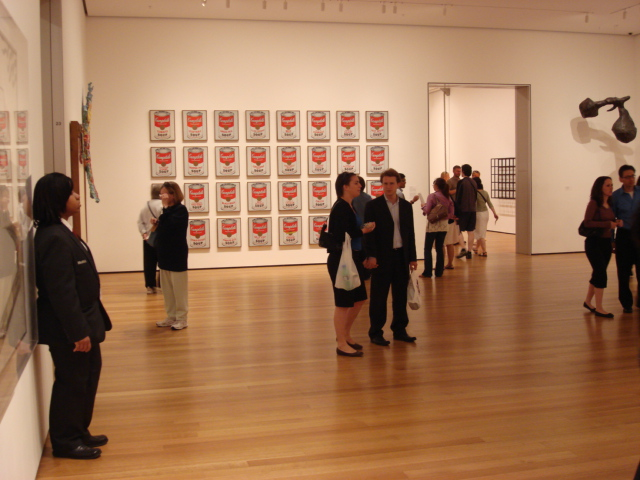
Campbell’s Soup Cans, Andy Warhol

Serielle Kunst ist eine Gattung der modernen Kunst, die durch Reihen, Wiederholungen und Variationen desselben Gegenstandes, Themas bzw. durch ein System von konstanten und variablen Elementen oder Prinzipien eine ästhetische Wirkung erzeugen will.
Dabei sind die einzelnen Objekte – im Gegensatz zur Werkgruppe oder Variation – nicht lediglich lose durch das Sujet, sondern durch so genannte Bildregeln verbunden. Das sind diejenigen Vorgaben, die im Einzelnen Werk innerhalb der Serie umgesetzt werden müssen. Weiteres Kennzeichen der Serie ist, dass sie im Regelfall aufgrund der Austauschbarkeit theoretisch unendlich fortgesetzt werden könnte. Durch die Umsetzung der Bildregeln verliert das einzelne Werk an Individualität und ist theoretisch austauschbar. Die Serie lässt sich inhaltlich daher erst in der Gesamtschau erfassen. Gleichzeitig tritt das Sujet gegenüber der Darstellung selbst zurück.
Historischer Ausgangspunkt waren Les Meules von Claude Monet (1890/1891), in denen zum ersten Mal, wenn auch mehr intuitiv als konzeptionell, Bildregeln umgesetzt wurden und eine über die bloße Werkgruppe herausgehende Serie geschaffen wurde. Dieses Werk war auch ein Ausgangspunkt für die Entwicklung der abstrakten Malerei, denn die Betonung der Darstellung gegenüber dem Dargestellten erleichterte es dem Betrachter, das Kunstwerk als selbständig gegenüber dem Sujet zu erkennen und somit den Wert des Werkes an sich zu erfassen. Daraufhin wurde die serielle Kunst zeitweise durch den Konstruktivismus und die Art concret auf die Grundelemente bildlicher Darstellung, Farbe und Form, beschränkt.
Künstler, die serielle Kunst geschaffen haben, sind u. a. Claude Monet mit den schon benannten Les Meules, Paul Cezanne mit Die Kartenspieler, Piet Mondrian z. B. mit den Kompositionen mit Gitter (1919), Ellsworth Kelly mit Red Yellow Blue White (1952), On Kawara mit Today (seit 1966) oder Sol LeWitt mit Cube (1988/90).
Aus Monets Serie Seerosen:

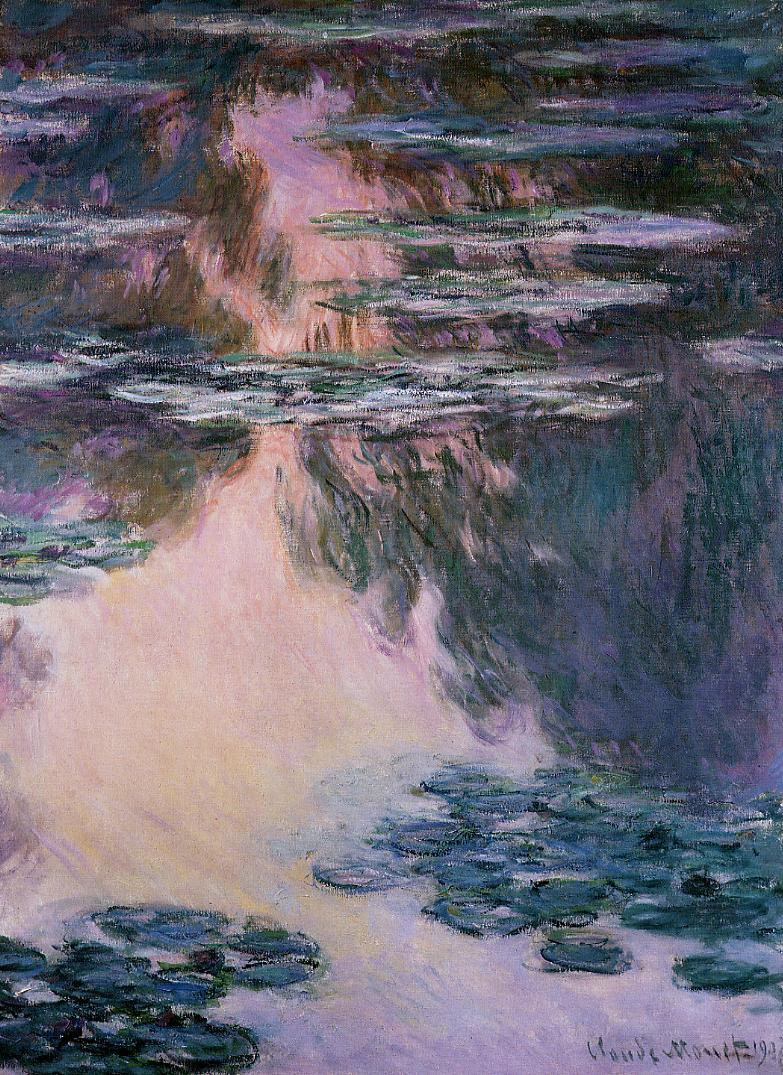
1907
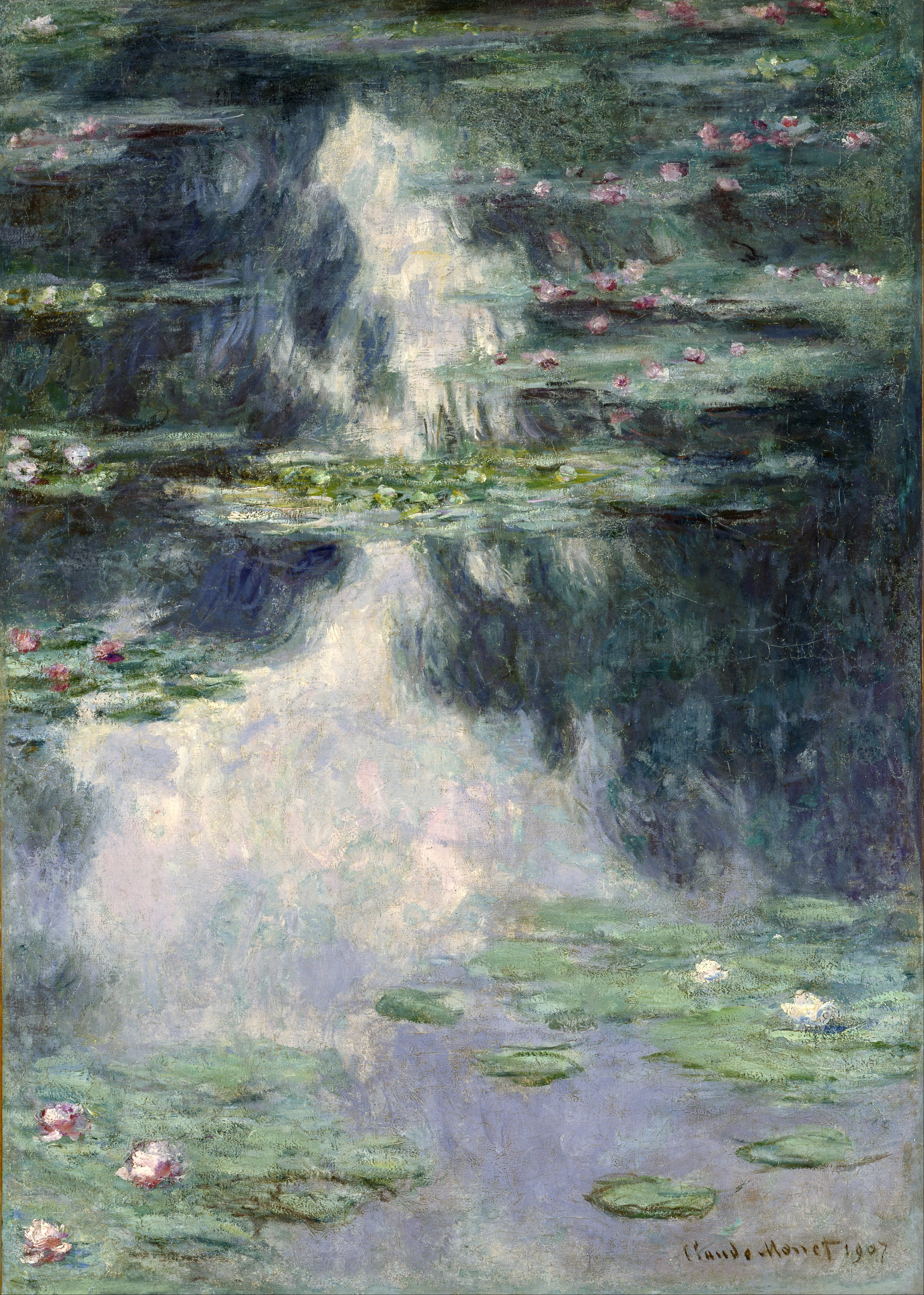
1907